# Válčiště Čínské lidové osvobozenecké armády

Válčiště Čínské lidové osvobozenecké armády (čínsky v českém přepisu čung-kuo žen-min ťie-fang-ťün čang-čchü, pchin-jinem zhōngguó rénmín jiěfàngjūn zhànqū, znaky 中国人民解放军战区) jsou nejvyšší organizační celky, tzv. válčiště, Čínské lidové osvobozenecké armády. Válčiště byla ustavena 1. února 2016 a je jich celkem pět: východní válčiště, jižní válčiště, západní válčiště, severní válčiště a centrální válčiště.
Velitelstvím jednotlivých válčišť jsou podřízeny jak pozemní, tak letecké, námořní a další síly v daném válčišti.

## Organizace
- Východní válčiště s velitelstvím v Nankingu
- Jižní válčiště s velitelstvím v Kantonu
- Západní válčiště s velitelstvím v Čcheng-tu
- Severní válčiště s velitelstvím v Šen-jangu
- Centrální válčiště s velitelstvím v Pekingu

## Historie
Čínská lidová osvobozenecká armáda byla původně (1950) organizována do šesti vojenských okruhů: severozápadního, severního, severovýchodního, jihozápadního, východního a středojižního. Roku 1954 bylo těchto šest existujících okruhů reorganizováno do dvanácti nových: šenjangského, pekingského, ťinanského, nankingského, kantonského, kchunminského, wuchanského, čchengduského, lančouského, tibetského a sinťiangského vojenského okruhu a vojenského okruhu Vnitřní Mongolsko. V roce 1956 byl z nankingského vojenského okruhu dále vyčleněn fučouský vojenský okruh.
Těchto třináct vojenských okruhů bylo v šedesátých letech zredukováno na 11. Roku 1967 byl vojenský okruh Vnitřní Mongolsko začleněn do vojenského okruhu Peking a vojenský okruh Tibet do vojenského okruhu Čcheng-tu. V letech 1985-1988 došlo k další redukci na celkem 7 okruhů. Od té doby existovaly VO Lan-čou, VO Čcheng-tu, VO Nanking, VO Peking, VO Šen-jang, VO Kanton a VO Ťi-nan.
Sedm vojenských okruhů bylo reorganizováno do pěti válčišť v rámci čínské vojenské reformy 2015. Nová válčiště byla ustavena 1. února 2016.